# Nils Bouveng (filmdirektör)
För andra betydelser, se Nils Bouveng (olika betydelser).
Nils Bouveng, född 30 augusti 1871 i Sankt Pers församling i Sigtuna, Stockholms län, död 31 januari 1941 i Stockholm, var en svensk tecknare, skulptör och senare direktör inom filmbranschen. 

## Biografi
Bouveng var son till lantbrukaren Johannes Bouveng och Emma född Cooper i Edeby, Vassunda. Han studerade landskapsmåleri vid Konstakademin i Stockholm varefter han fortsatte att bedriva konststudier i Amerika där han blev anställd som handsekreterare till George Eastman vid Kodak Films Co. Han verkade som affärsman inom den fotografiska branschen där från 1896 men återvände 1902 till Sverige.
Åren 1908–1918 var han verkställande direktör för Hasselblads Fotografiska AB i Göteborg, därefter VD för Film AB Skandia 1918–1920 och VD för AB Svensk Filmindustri ett par år från 1920. Han återvände sedan till USA där han exploaterade de svenska filmerna så småningom inom Eastman Kodak Company. Han blev kontrollant för nämnda företag i Europa och bodde i Berlin innan han flyttade till Stockholm igen. Nils Bouveng inspirerade ägaren George Eastman till den donation som resulterade i Eastmaninstitutet i Stockholm.
Bouveng är representerad med en brons-relief vid Eastmaninstitutet i Stockholm.

### Familj
Nils Bouveng var gift med amerikanskan Fannie Foster (1874–1963) och fick dottern Florence 1913, som gifte sig med journalisten Rolf Larson. Nils Bouveng och hustrun Fannie, omgift Ferguson, är begravda på Skogsö kyrkogård i Saltsjöbaden.
Nils Bouveng var yngre bror till översten Gustaf Bouveng och farbror till sin namne översten Nils Bouveng.